# نهائي كوبا ليبرتادوريس 1970
نهائيات كأس ليبرتادوريس 1970 كانت المباراة النهائية ثنائية الذهاب التي حسمت الفائز بكأس ليبرتادوريس 1970، النسخة 11 من كأس ليبرتادوريس أمريكا ، بطولة كرة القدم الدولية الأولى في أمريكا الجنوبية التي نظمتها الكونميبول.
أقيمت المباريات النهائية على مباراتين ذهابًا وإيابًا بين الفريق الأرجنتيني إستوديانتس دي لا بلاتا والفريق الأوروغوياني بينارول . استضاف إستوديانتيس مباراة الذهاب في ملعب إستوديانتيس في لا بلاتا في 21 مايو 1970، بينما أقيمت مباراة الإياب في ملعب سينتيناريو في مونتيفيديو في 27 مايو 1970.

## الفرق المتأهلة
| فريق                    | مشاركات سابقة (الخط الغليظ يشير إلى فوز) |
| ----------------------- | ---------------------------------------- |
| إستوديانتيس دي لا بلاتا | 1968 ، 1969                              |
| بينارول                 | 1960 ، 1961 ، 1962، 1965، 1966           |